# Sergiusz (Karanović)
Sergiusz, imię świeckie Zoran Karanović (ur. 4 lipca 1975 w Bačkiej Palance) – serbski biskup prawosławny.

## Życiorys
Ukończył seminarium duchowne Trzech Świętych Hierarchów przy monasterze Krka w 1995. 12 sierpnia tego samego roku złożył wieczyste śluby mnisze w monasterze Gomionica, przyjmując imię zakonne Sergiusz. Wskutek wojny w Bośni musiał – podobnie jak wielu innych mnichów serbskich – wyjechać do Serbii i na zaproszenie biskupa banackiego Chryzostoma zamieszkał w monasterze Vojlovica. 31 października 1995 został wyświęcony na hierodiakona. Następnie podjął wyższe studia teologiczne na Wydziale Teologicznym Uniwersytetu Belgradzkiego. Po roku przerwał je, by wyjechać do Niemcy i podjąć służbę w monasterze Matki Bożej w Himmelsthür. W latach 1997–1998 ukończył w Ratyzbonie kurs języka niemieckiego. W 1998 wrócił do monasteru Rmanj w eparchii bihacko-petrovackiej. Jej ordynariusz, biskup Chryzostom, 5 kwietnia 1998 wyświęcił go na hieromnicha, a następnie skierował do pracy duszpasterskiej w parafiach w Velikim Cvijetnicu, Prekaji i Drvarze. W 2000 został biskupim namiestnikiem w tej części eparchii, która znajdowała się na terytorium Bośni i Hercegowiny. Był również dziekanem dekanatów Grahovo-Drvar, Petrovac-Bihac oraz Lijevljan-Glamoc. Szczególnie związany był z parafią w Drvarze, w której doprowadził do odnowy życia religijnego. W 2004 otrzymał godność protosyngla.
Wyższe studia teologiczne odbył w latach 2005–2010 na Uniwersytecie Arystotelesa w Salonikach. Podczas studiów, w 2008, został mianowany przełożonym monasteru Rmanj, który przy jego współudziale został odbudowany ze zniszczeń wojennych. Nominację biskupią otrzymał 23 maja 2014 na posiedzeniu Świętego Soboru Biskupów Serbskiego Kościoła Prawosławnego. Jego chirotonia biskupia odbyła się 26 lipca 2014 w soborze św. Michała Archanioła w Belgradzie pod przewodnictwem patriarchy serbskiego Ireneusza. W 2017 został przeniesiony na katedrę bihacko-petrovacką.